# Автошлях Т 1038
Автошлях Т 1038 — автомобільний шлях територіального значення в Київській області. Проходить територією Васильківського та Києво-Святошинського районів. Загальна довжина — 37,3 км.
Проходить крізь населені пункти Княжичі, Лука, Калинівка.